# Enrique Oliver (Musiker)
Enrique Oliver (* 1985 in Málaga) ist ein spanischer Jazzmusiker (Saxophone, Komposition).

## Wirken
Oliver erhielt eine musikalische Erziehung, seitdem er acht Jahre alt war. 2002 begann er, Jazz bei Ernesto Aurignac und Arturo Serra zu studieren, während er an Seminare Seminaren von Steve Grossman, David Kikoski, Mark Turner, Peter Bernstein, Jeff Ballard, Aaron Goldberg, George Garzone, Charles Davis und Tootie Heath teilnahm. 2007 reiste er nach New York, wo er Unterricht bei Bill McHenry und Ethan Iverson erhielt.
Sein Debüt als Leader gab Oliver 2013 mit seinem Debütalbum Introducing Enrique Oliver Quintet" mit eigenen Kompositionen. Er leitet auch die Band Wild Bunch, die zwei Alben veröffentlicht hat. Außerdem hat Oliver in den letzten zehn Jahren mehr als 100 Auftritte mit seinem Duo Llombart & Oliver absolviert. Als Sideman hat er an über 30 Alben mitgewirkt, darunter WiCCA von Jorge Rossy, Voces von Perico Sambeat, Mason von Roger Mas, Uno von Ernesto Aurignac, El Camino von José Carra, Trav’lin’ Light von Mayte Alguacil oder Lua Amarela von Joan Chamorro und Rita Payés. Er trat auch mit Benny Golson, Bill McHenry, Ben Street, Ian Froman, Badal Roy, Peter Bernstein, Masa Kamaguchi, Nat Su, Chris Higgins, Yumi Ito oder Avishai Cohen auf. Er tourte in Großbritannien, Deutschland, Belgien, Holland, Haiti, Marokko und Nordamerika. 2020 legte mit dem Gitarristen Jaume Llombart das Duoalbum Everything I Love vor.
Oliver ist Lehrer am Centro de Arte y Música Moderna ›Maestro Puyana‹ und zuvor an der Escuela Municipal de Música de Alhaurín de la Torre in Málaga. Er ist Gründer und Vorstandsmitglied der Malaga Jazz Association.